# Kvinge-Halbinsel
Die Kvinge-Halbinsel ist eine verschneite Halbinsel an der Black-Küste des Palmerlands auf der Antarktischen Halbinsel. Sie liegt auf der Nordseite des Palmer Inlet und endet seewärts im Kap Bryant.
Der United States Geological Survey kartierte sie im Jahr 1974. Das Advisory Committee on Antarctic Names benannte sie 1976 nach dem norwegischen Ozeanographen Thor Kvinge (* 1929) von der Universität Bergen, Teilnehmer an den International Weddell Sea Oceanographic Expeditions in den Jahren 1968, 1969 und 1970.